# Арифметика
Арифме́тика, або аритме́тика (дав.-гр. ἀριϑμητική — мистецтво лічби, вчення про числа, від дав.-гр. αριθμός — число) — наука про числа, їхні властивості й операції над ними.
Арифметика розглядає дії над цілими числами, вчить розв'язувати задачі, які зводяться до додавання, віднімання, множення і ділення цих чисел. Арифметику часто вважають першою сходинкою математики, знаючи яку можна вивчати складніші її розділи — алгебру, математичний аналіз тощо. Навіть цілі числа — основний об'єкт арифметики — відносять, коли розглядають їхні загальні властивості і закономірності, до вищої арифметики, чи теорії чисел.

## Предмет арифметики
Предметом арифметики є числові множини, властивості чисел і дії над числами. До неї належать також питання, пов'язані з технікою обрахунку, вимірюваннями, походженням і розвитком поняття числа. Арифметика вивчає натуральні та раціональні числа, або дроби. На базі аксіоматичної структури множин натуральних чисел здійснюється побудова інших числових множин, включаючи цілі, дійсні та комплексні числа, проводиться їхній аналіз. Інколи в рамках арифметики розглядають також кватерніони й інші гіперкомплексні числа. Водночас з теореми Фробеніуса випливає, що розширення поняття числа за межі комплексної площини без втрати якихось його арифметичних властивостей є неможливим.
До основних дій над числами належать додавання, віднімання, множення і ділення, рідше сюди відносять піднесення до степеня, добування кореня та розв'язування числових рівнянь. Історично до списку арифметичних дій включали також власне обчислення, подвоєння (крім множення), ділення на два й ділення з остачею (крім ділення), пошук суми арифметичної і геометричної прогресій. Дж. Непер у своїй книзі «Логістичне мистецтво» розділив арифметичні дії за ступенями. На нижчому ступені перебувають додавання й віднімання, на наступному — множення й ділення, далі — піднесення до степеня й добування коренів. Відомий методист І. В. Арнольд до операцій третього ступеня зачисляв також логарифмування. Традиційно арифметикою називають виконання операцій над різними об'єктами, як от: «арифметика квадратичних форм», «арифметика матриць».
Власне математичні розрахунки та вимірювання, що є необхідними для практичних потреб, такі як пропорції, проценти тощо, зачисляють до нижчої або практичної арифметики, у той час як логічний аналіз поняття числа відносять до теоретичної арифметики. Властивості цілих чисел, ділення їх на частини, побудова неперервних дробів є складовою частиною теорії чисел, яку тривалий час вважали вищою арифметикою. Арифметика також є тісно пов'язаною з алгеброю, яка вивчає власне операції без врахування особливостей і властивостей чисел. Такі арифметичні дії, як піднесення до степеня та добування коренів, є технічною частиною алгебри. З цього погляду, слідом за Ньютоном і Гаусом, алгебру прийнято вважати узагальненням арифметики. Взагалі-то, чітких граней між арифметикою, елементарною алгеброю і теорією чисел не існує.
Як і інші академічні дисципліни, арифметика має справу з принциповими методологічними проблемами; для неї є необхідним дослідження питань несуперечності та повноти аксіом. Логічними побудовами формальної системи предикатів і аксіом арифметики займається формальна арифметика.

## Арифметика в школі
Арифметика є також назвою шкільної дисципліни, яка знайомить з додатними раціональними числами, арифметичними діями з ними та деякими відомостями про подільність цілих чисел. Навчання арифметики розвиває логічне мислення дітей, їхню кмітливість, дає необхідну підготовку до практичної діяльності та подальшого вивчення математики й фізики. У середній школі вивчають також числа від'ємні раціональні, ірраціональні й алгебраїчні. Відповідні розділи теорії чисел прийнято об'єднувати в навчальну дисципліну вищої педагогічної школи під назвою теоретична арифметика.

## Історія арифметики

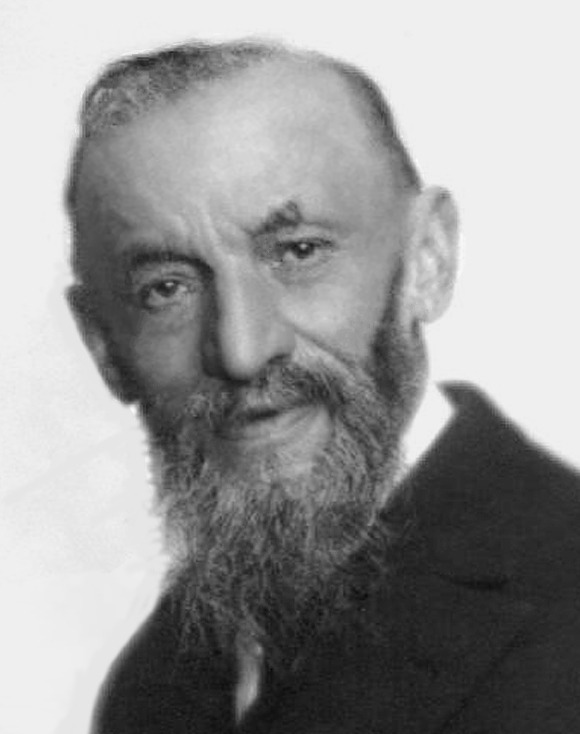
Джузеппе Пеано у 1889 році сформулював аксіоми натуральних чисел

Арифметика і геометрія — давні супутники людини. Ці науки з'явилися тоді, коли виникла необхідність рахувати предмети, вимірювати земельні ділянки та час. Арифметика виникла в країнах стародавнього Сходу: Вавилоні, Китаї, Індії, Єгипті. Наприклад, єгипетський папірус Рінда (названий на ім'я його власника Г. Рінда) належить до ХХ ст. до н. е. Серед інших відомостей він містить розклад дробів на суму дробів з чисельником — одиницею (див. Єгипетські дроби), наприклад:
{\displaystyle {\frac {2}{73}}={\frac {1}{60}}+{\frac {1}{219}}+{\frac {1}{292}}+{\frac {1}{365}}}
Математичні знання накопичені в країнах стародавнього Сходу розвивалися далі вченими давньої Греції. Історія зберегла імена багатьох вчених, які займалися арифметикою в античному світі: Анаксагор, Зенон, Евклід, Архімед, Ератосфен, Діофант. Особливо варто виділити ім'я Піфагора, Піфагорійці (учні й послідовники Піфагора) обожнювали числа, вважаючи, що в них міститься вся гармонія світу. Окремим числам і парам чисел приписувалися особливі властивості. У великій пошані були числа 7 і 36, тоді ж було звернуто увагу на так звані досконалі числа, дружні числа тощо.
У стародавньому світі математиці бракувало зручної системи числення: єгипетська, грецька та римська системи числення були непозиційними. Позиційними були шумерсько-вавилонсько система (на основі числа 60) та система майя (на основі числа 20), хоча в них замість цифр використовувалась адитивна система із ліній та точок.
У середньовіччі розвиток арифметики також пов'язаний зі Сходом: Індією, арабським світом та Середньої Азії. Від індійців прийшли до нас десяткова система числення, сучасні цифри (використовувались в творах Аріабхата I (початок VI ст.)), нуль (Брамагупта VII ст.); від аль-Каші (XV ст.), що працював у Самаркандській обсерваторії Улугбека, — десяткові дроби.
Уперше в Європі арабські цифри були згадані у Вігіліанському кодексі в 976, хоча використання їх почалось із твору італійського вченого Леонардо Пізанського (Фібоначчі) «Книга абака» (1202), що ознайомив європейців з основними досягненнями математики Сходу і започаткував багато досліджень в арифметиці й алгебрі. Так завдяки розвитку торгівлі і впливу східної культури починаючи з XIII ст. підвищується інтерес до арифметики і в Європі. Арифметика входила до семи вільних мистецтв, які викладалися у середньовічних університетах.
Водночас із винаходом книгодрукування (середина XV ст.) з'явилися перші друковані книги з математики. Перша друкована книга з арифметики була видана в Італії в 1478 році. У «Повній арифметиці» німецького математика Михаеля Штифеля (початок XVI ст.) вже є від'ємні числа та навіть ідея логарифмування. Приблизно з XVI ст. розвиток арифметики зливається з алгеброю. Значними подіями були праці Франсуа Вієта, у яких числа позначені літерами. Починаючи з цього часу основні арифметичні правила усвідомлюються вже остаточно з позицій алгебри.
В XVI—XVII ст. найсприятливіші умови для розвитку науки склалися в західно-європейських країнах. Тут у зв'язку з розвитком алгебри входять у вжиток від'ємні числа, впроваджуються комплексні числа, відкриваються ланцюгові і, вдруге, десяткові дроби. Поступово поняття числа абстрагується від конкретних процесів лічби певних предметів та вимірювання, і числа вже не розглядаються як «іменовані». У XVIII ст. переважно завдяки дослідженням Леонарда Ейлера теорія чисел стає самостійною науковою дисципліною. В XIX ст. дослідження складних питань теорії чисел привели до значного узагальнення поняття цілого числа (Карл Гаусс, Ернст Куммер, Юліус Дедекінд, Є. І. Золотарьов) і певного завершення теорії подільності. У зв'язку з цим український математик Г. Ф. Вороний і німецький математик Герман Мінковський подали важливе узагальнення алгоритму ланцюгових дробів. Геометрична інтерпретація комплексних чисел, відома з початку століття, забезпечила їм права громадянства в алгебрі та математичному аналізі і стала основою подальших узагальнень. У свою чергу, сучасні теорії дійсного числа розроблено у зв'язку з потребами арифметики і математичного аналізу на основі властивостей раціональних чисел (Юліус Дедекінд, Георг Кантор, Карл Веєрштрас). Тільки наприкінці XIX ст. досить повно розроблено аксіоматику натуральних чисел і дій з ними (в основному Джузеппе Пеано).

## Загальний опис
Основний об'єкт арифметики — число. Натуральні числа виникли з рахунку конкретних предметів. Минуло багато тисячоліть, перш ніж люди засвоїли, що два птахи, дві руки, двоє людей можна назвати одним і тим же словом — «два». Важливе завдання арифметики — навчитися абстрагуватися від форми предметів, їх розміру, кольору. Вже у Фібоначчі є задача: «Сім жінок йдуть у Рим. У кожної по 7 мулів, кожен мул несе по 7 мішків, в кожному мішку по 7 хлібів, в кожному хлібі 7 ножів, кожен ніж в 7 ножнах. Скільки всіх?» Для розв'язку цієї задачі підсумувати різні сутності, додати жінок до мулів, мішки до хлібів тощо. Розвиток поняття числа — поява нуля і від'ємних чисел, звичайних і десяткових дробів, способи запису чисел (цифри, позначення, системи числення) — все це має багату і цікаву історію.
У арифметиці числа додають, віднімають, множать і ділять. Мистецтво швидко і безпомилково виконувати ці дії над будь-якими числами довго вважалося найважливішим завданням арифметики. У наш час усно чи на папері ми робимо лише найпростіші обчислення, а складніші — за допомогою обчислювальної техніки. Математичні операції можуть бути записані з використанням відповідних символів «+», «—», «×» і «÷» та знаку рівності "=", наприклад
3 + 4 × 5 = 23.
Записані таким чином арифметичні операції виконуються в певному порядку, який називають черговістю операцій — спочатку множення і ділення, а потім додавання і віднімання. Послідовність виконання операцій можна змінити за допомогою дужок.
Позиційна система числення дозволила спростити арифметичні операції, зводячи їх до дій із цифрами в одному розряді, тому практично для виконання обчислень досить пам'ятати результати операції додавання у межах 20, і табличку множення у межах 100.
Для подальшого спрощення арифметичних операції традиційно до винаходу калькуляторів використовувалися рахівниці, а для множення — логарифмічні лінійки.
Серед важливих понять, які запровадила арифметика, були пропорції та відсотки. Більшість понять і методів арифметики ґрунтується на залежностях між числами. У історії математики процес злиття арифметики і геометрії відбувався протягом багатьох століть. Можна чітко простежити «геометризацію» арифметики: складні правила і закономірності, виражені формулами, стають зрозумілішими, якщо вдається зобразити їх геометрично. Велику роль у самій математиці і її застосуваннях відіграє зворотний процес — переклад геометричної інформації на мову чисел. В основі цього перекладу лежить ідея французького філософа і математика Рене Декарта визначення точок на площині координатами. Зрозуміло, до нього ця ідея вже використовувалася, наприклад у морській справі, коли треба було визначити місцезнаходження корабля, а також астрономії, геодезії. Але саме від Декарта і його учнів йде послідовне застосування мови координат. І в наш час при управлінні складними процесами (наприклад, польотом космічного апарата) воліють мати всю інформацію в вигляді чисел, які й обробляє обчислювальна машина.

## Практична арифметика
Практична сторона арифметики включає в себе методи, схеми і алгоритми для здійснення точних арифметичних дій, у тому числі використання лічильних машин та інших пристроїв, а також різні прийоми наближених обчислень, які з'явилися у зв'язку з неможливістю отримати точний результат при деяких вимірюваннях і дозволяють визначити його порядок, тобто перші значущі цифри.

Найпростіші лічильні пристрої
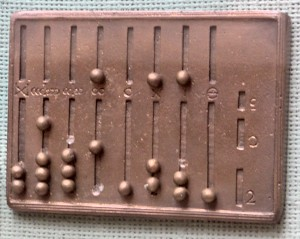
Римський абак
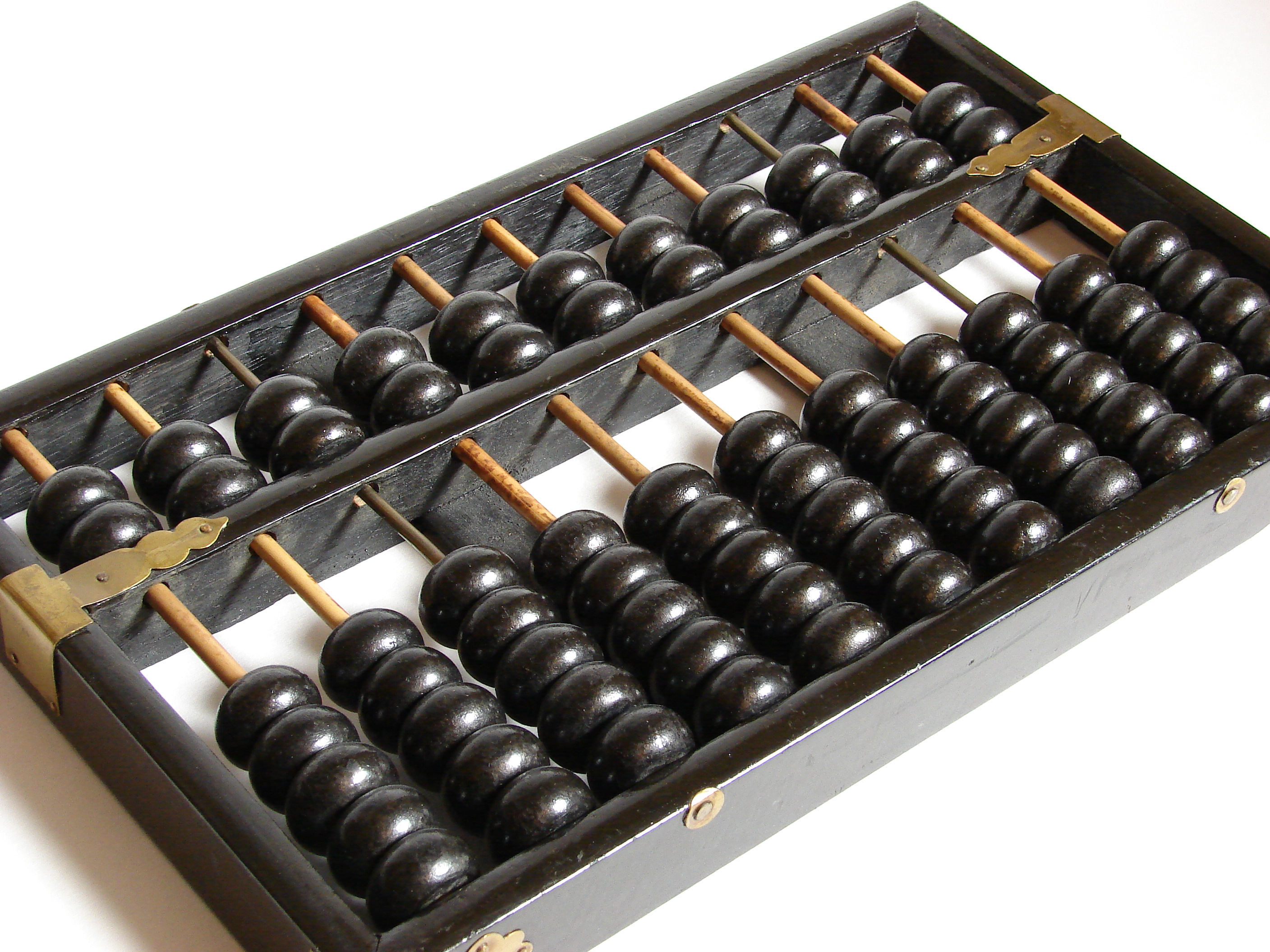
Китайський суаньпань
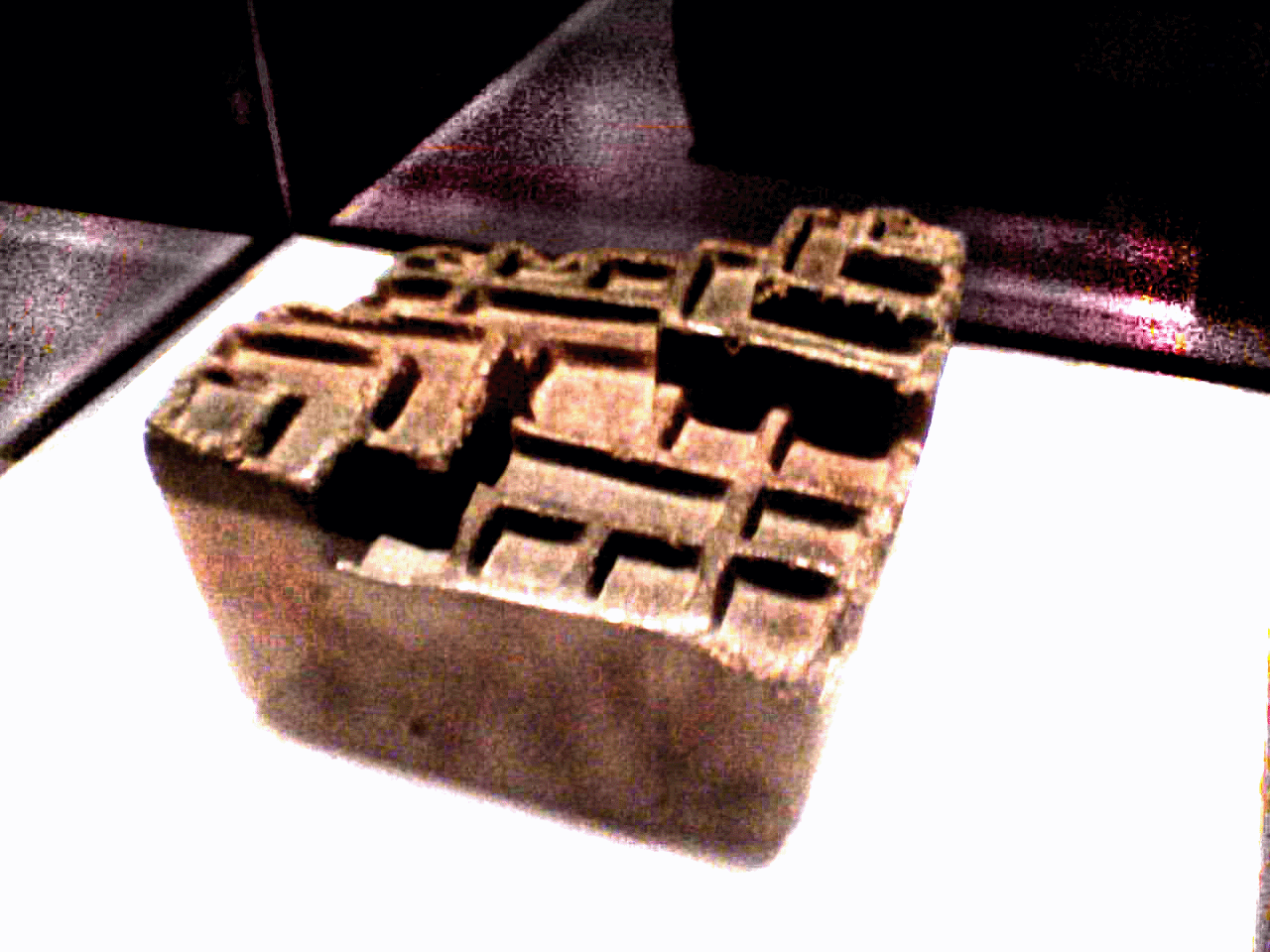
Юпана інків
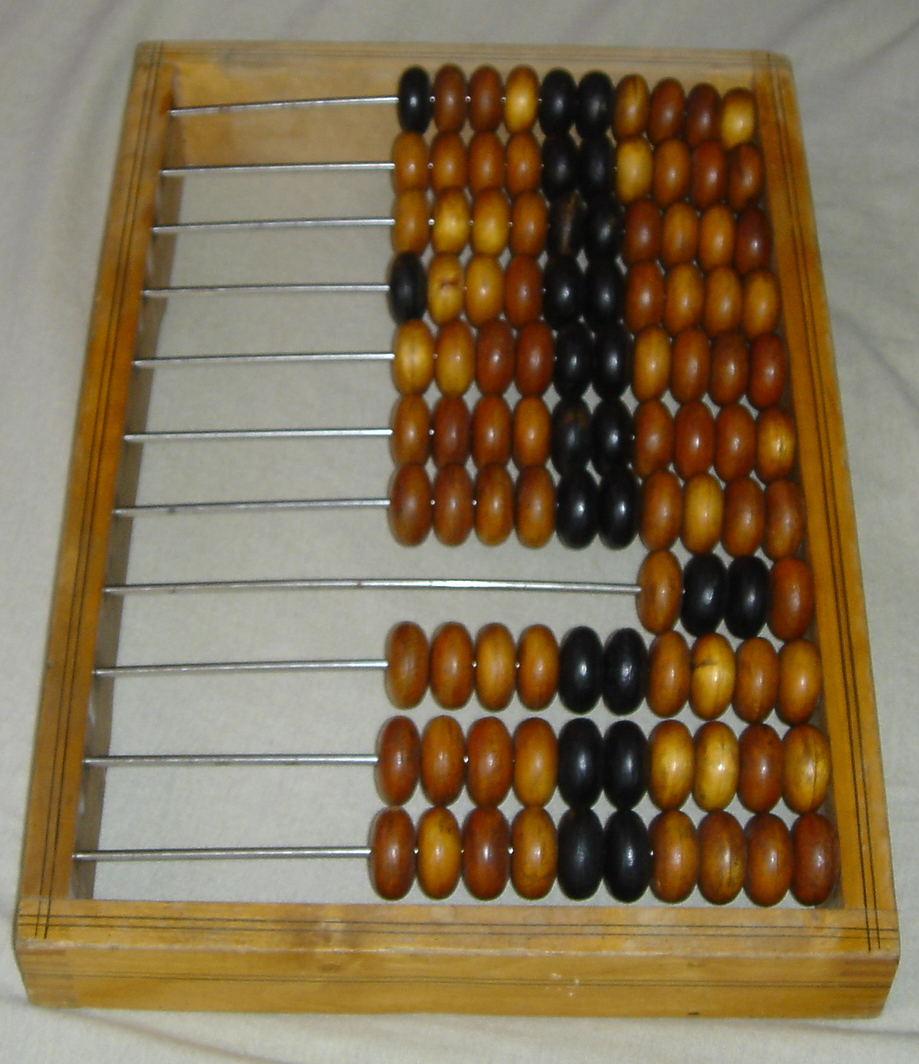
Рахівниця
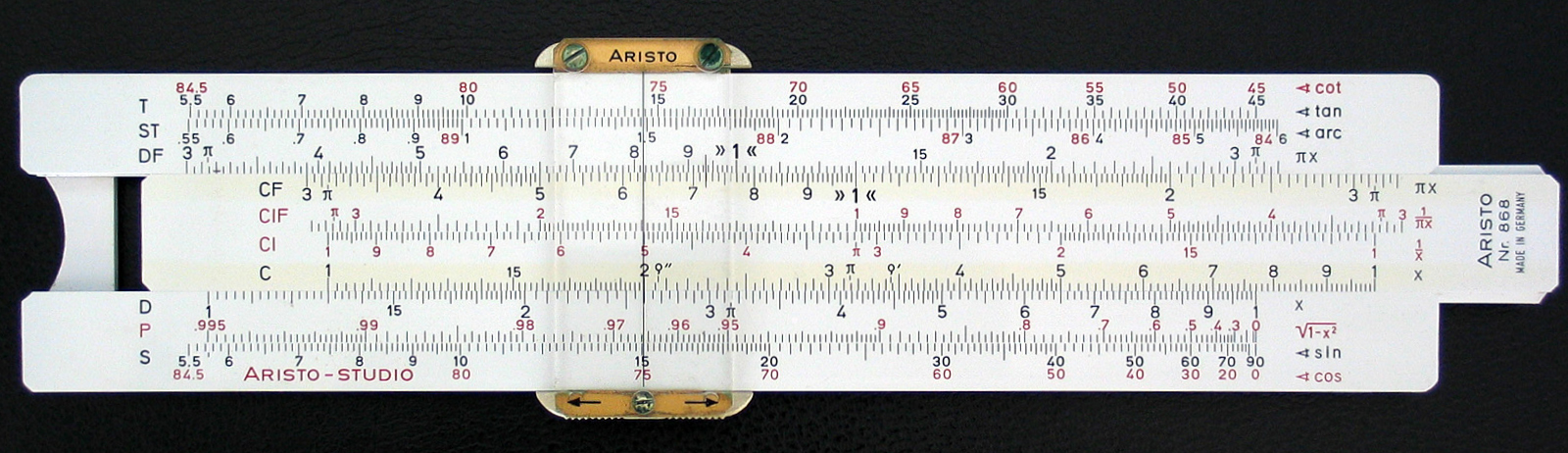
Типова логарифмічна лінійка. Показано обчислення добутку 1,3 × 2 = 2,6
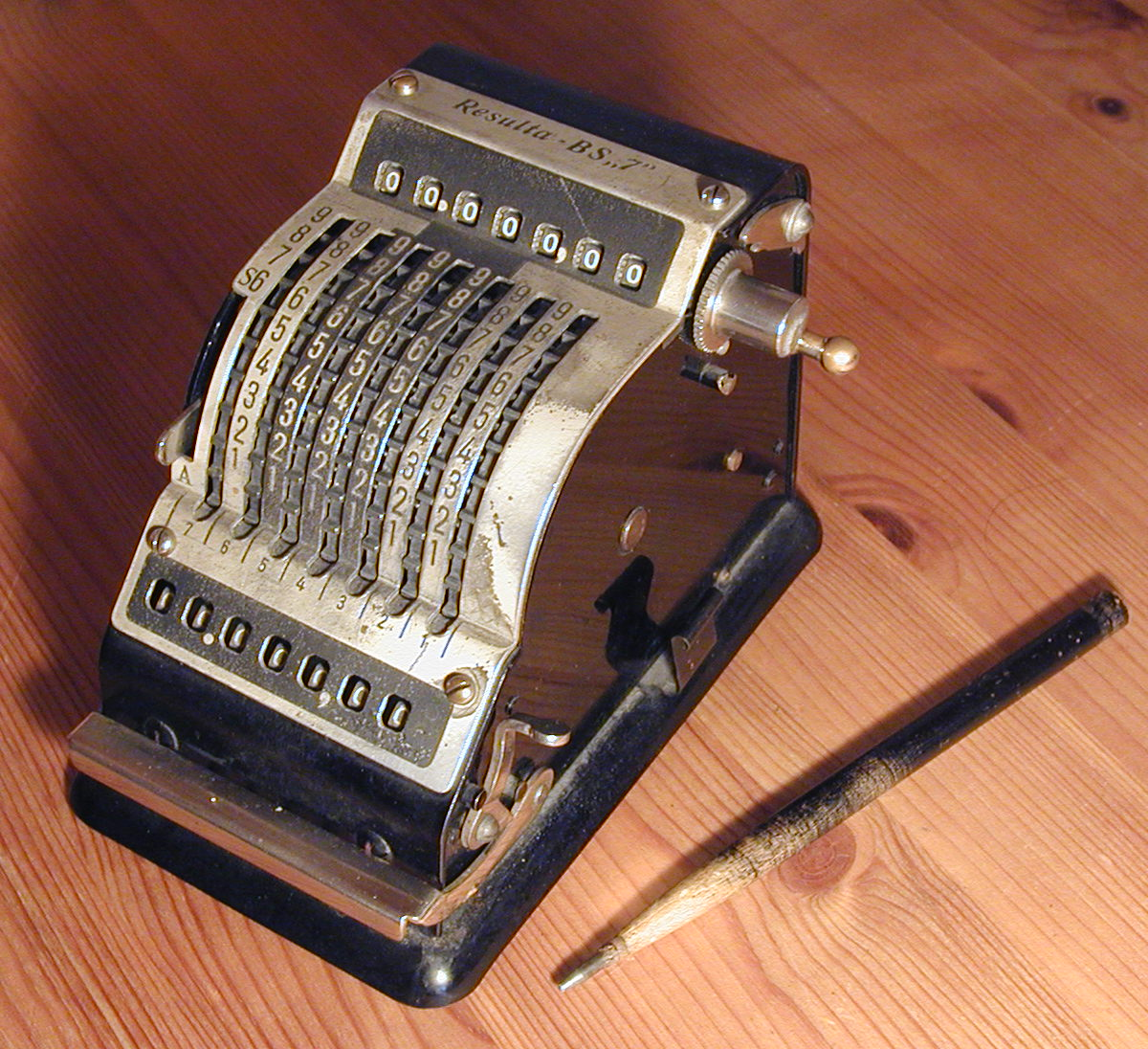
Механічний арифмометр

### Точні методи
Починаючи з XV століття пропонувалися різні алгоритми для здійснення арифметичних операцій над багатозначними числами, які відрізняються характером запису проміжних обчислень. Арифметичні алгоритми побудовані на чинній позиційній системі числення, коли будь-яке позитивне дійсне число {\displaystyle x} єдиним способом може бути представлене у вигляді
{\displaystyle x=(a_{n-1}a_{n-2}\dots a_{1}a_{0},a_{-1}a_{-2}\dots )_{b}=\sum _{k=-\infty }^{n-1}a_{k}b^{k}} де {\displaystyle a} — наступна цифра запису числа {\displaystyle x}, {\displaystyle b} — основа системи числення, {\displaystyle n} — кількість розрядів цілої частини числа {\displaystyle x}.
Усі дії над числами використовують таблиці додавання і множення до десяти та основні арифметичні закони. Як ілюстрацію відомий популяризатор науки Ф. Клейн наводить такий приклад:
{\displaystyle 7\cdot 12=7\cdot (10+2)=70+14=70+(10+4)=(70+10)+4=80+4=84,}
у якому використовуються розподільчий та сполучний закони.
Потреба у швидких і точних обчисленнях привела до створення найпростіших обчислювальних пристроїв: абака, суаньпаня, юпани або рахівниці. Наступним кроком було створення Вільямом Отредом у 1622 році логарифмічної лінійки, яка дозволила здійснювати множення і ділення.

### Комп'ютерна арифметика

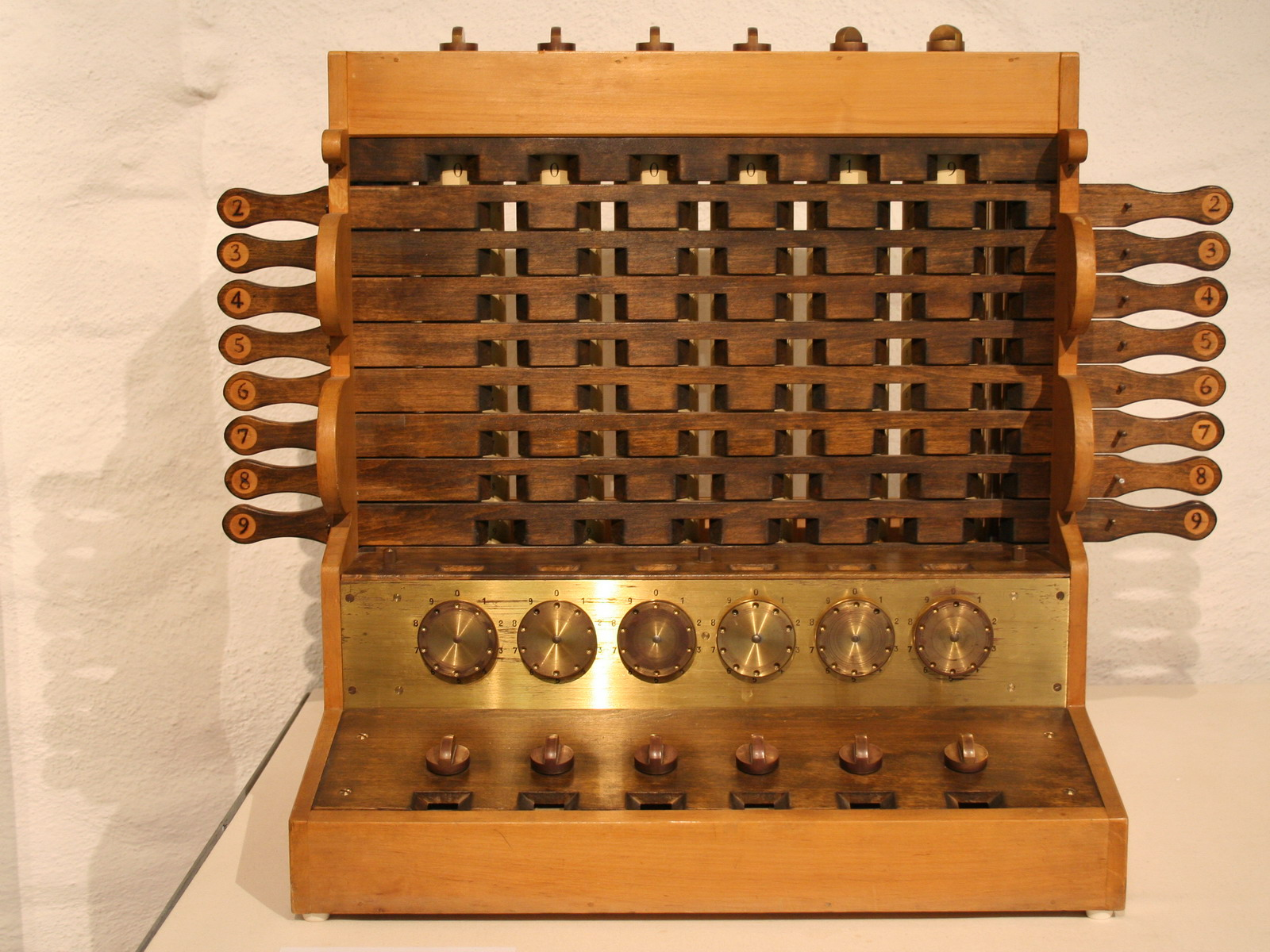
Копія обчислювальної машини Шиккарда

Кнут вважав арифметичні дії «справою комп'ютерів». Перші обчислювальні машини, що дозволяли механізувати чотири арифметичні дії, були сконструйовані у XVII ст. «Арифметична машина» Шиккарда, як він сам її називав, була виготовлена у 1623 році. Операції додавання та віднімання проводились з використанням обертових циліндрів, спеціальні циліндри були також для множення та ділення. Крім того, машина могла переносити десятки. Сумувальна машина Паскаля була розроблена ним у 1642 році для допомоги батькові у виконанні фінансових розрахунків. Вона мала той же принцип роботи, що і машина Шиккарда. Основну частину машини становив механізм перенесення десятків. Разом з тим ремеслене виготовлення таких машин все ще залишалось невигідним. Спроби удосконалити арифмометр тривали усе XVIII ст., але лише у XIX ст. використання арифмометрів стало поширеним.
У XX ст. на зміну арифмометрам прийшли електронні обчислювальні машини. В основі їх роботи лежать алгоритми, що використовують найменшу кількість елементарних операцій для виконання арифметичних дій. Комп'ютерна арифметика включає алгоритми виконання операцій над числами з рухомою комою, дробами та дуже великими числами.

### Вимірювання
Крім предметів, які підлягають обліку, існують предмети, які можна виміряти, в першу чергу це довжина і маса. Як і при обліку, першими мірами довжини у людини були пальці рук. Згодом відстань почали вимірювати кроками, подвійними кроками, милями (тисяча подвійних кроків), стадіями. Крім того, для вимірювання довжини використовували лікті, долоні, сажні, дюйми. У різних регіонах встанавлювались свої системи мір, що рідко були кратними десяти. Різноманіття мір, зокрема, дозволяло обходитись без використання дробів. Торгова арифметика включала в собі вміння оперувати величинами (грошовими одиницями, одиницями мір і ваг) у недесятковій системі числення.
Наприкінці XVIII століття французьким революційним урядом започатковане запровадження метричної системи, в основі якої лежить десяткова система числення. Наразі, окрім мір часу і кута, усі інші одиниці мір пов'язані з десятковою системою.

### Наближені методи
Історично наближені обчислення виникли при пошуку довжини діагоналі одиничного квадрата, але набули поширення при переході до десяткової системи і використанні кінцевих десяткових дробів замість ірраціональних чисел і чисел, виражених нескінченним періодичним дробом.
Для оціночних обчислень використовують, у першу чергу, закони монотонності. Наприклад, щоб визначити порядок добутку {\displaystyle 567\cdot 134}, можна скористатись такою оцінкою {\displaystyle 560\cdot 130<567\cdot 134<570\cdot 140}.